# Desarrollo de la memoria
El desarrollo de la memoria es un proceso que dura toda la vida y continúa hasta la edad adulta. Desarrollo etimológicamente se refiere a un desarrollo progresivo. El desarrollo de la memoria tiende a centrarse en los períodos de la infancia, los niños pequeños, los niños y los adolescentes; sin embargo, la progresión del desarrollo de la memoria en adultos y adultos mayores también está circunscrita bajo el paraguas del desarrollo de la memoria.
El desarrollo de la memoria en los niños se hace evidente dentro de los primeros 3 años de vida del niño ya que muestran avances considerables en la memoria declarativa, la memoria del niño a lo largo de su desarrollo.  Esta mejora continua hasta la adolescencia con importantes avances en la memoria a corto plazo, la memoria de trabajo, la memoria a largo plazo y la memoria autobiográfica. 
El desarrollo de la memoria en los adultos, especialmente en los mayores, suele verse de forma más negativa. La mayoría de los adultos enfrentarán síntomas de pérdida de memoria tanto a corto como a largo plazo; El Alzheimer es un excelente ejemplo de esto. 
Investigaciones recientes sobre el desarrollo de la memoria han indicado que la memoria declarativa o explícita puede existir en bebés incluso menores de dos años. Por ejemplo, los recién nacidos que tienen menos de 3 días demuestran preferencia por la propia voz de su madre, lo que demuestra la importancia de una conexión fuerte y poderosa con la madre. 

## Neurociencia cognitiva del desarrollo de la memoria
La memoria declarativa se desarrolla muy rápidamente durante los primeros 2 años de vida; Los bebés de esta edad muestran evidencia de desarrollo cognitivo de muchas maneras (p. ej., mayor atención, adquisición del lenguaje, mayor conocimiento). Existe una diferencia en el desarrollo cerebral de la memoria explícita e implícita en los bebés. La memoria implícita está controlada por un sistema de memoria de desarrollo temprano en el cerebro que está presente desde una etapa muy temprana y puede explicarse por la maduración temprana del cuerpo estriado, el cerebelo y el tronco del encéfalo, todos ellos involucrados en el aprendizaje y la memoria implícitos. 
El desarrollo de la memoria explícita depende de un sistema de memoria de desarrollo posterior en el cerebro que alcanza la madurez entre los 8 y 10 meses de edad. La memoria explícita depende en gran medida de las estructuras del lóbulo temporal medial, incluidos el hipocampo y la corteza parahipocampal. Gran parte del sistema cerebral se forma antes del nacimiento; sin embargo, la circunvolución dentada dentro de la formación del hipocampo tiene aproximadamente el 70% del número de células en los adultos. 
Durante el primer año de vida se produce una rápida mielinización de los axones dentro del sistema nervioso central, lo que puede aumentar drásticamente la eficiencia y la velocidad de transmisión en las neuronas. Esto puede explicar la mayor velocidad de procesamiento de los bebés mayores en comparación con los más pequeños. 

## Memoria de trabajo
Según el modelo de memoria de trabajo de Baddeley, la memoria de trabajo se compone de tres partes. En primer lugar, está el ejecutivo central, que es responsable de una serie de funciones regulatorias que incluyen la atención, el control de la acción y la resolución de problemas. En segundo lugar, el bucle fonológico, que está especializado en la manipulación y retención de material en dominios informativos particulares. Finalmente, el bloc de dibujo visuoespacial almacena material en términos de sus características visuales o espaciales. La fuerza de las relaciones entre los tres componentes de la memoria de trabajo varía; el ejecutivo central está fuertemente vinculado tanto con el bucle fonológico como con el cuaderno de dibujo visuoespacial, ambos independientes entre sí. Alguna evidencia indica aumentos lineales en el rendimiento de la memoria de trabajo desde los 3 a 4 años hasta la adolescencia.     

### Ejecutivo central
El ejecutivo central es una parte integral de la memoria de trabajo e implica el control atencional integral del sistema de memoria de trabajo.  Inicialmente, Kail y Saweikis infirieron que el ejecutivo central tenía un papel importante al almacenar cierta información y que reforzaba la memoria a largo plazo y tiene el potencial de designar recursos para enfocar, dividir y cambiar la atención.  Actualmente el modelo del ejecutivo central excluye la posibilidad de cualquier tipo de almacenamiento en memoria.  Sin embargo, sí incluye el entendimiento de que sí tiene la responsabilidad del control y refuerzo de la atención.     En niños de 2 a 4 años, la limitación de la capacidad de almacenamiento de la memoria limita los procesos de comprensión complejos. Sin embargo, a medida que el niño crece, se necesita menos procesamiento, lo que abre más espacio de almacenamiento para la memoria.   

### Bucle fonológico
La evidencia indica aumentos lineales en el rendimiento desde los 4 años hasta la adolescencia. Antes de los 7 años aproximadamente, el rendimiento del recuerdo en serie está mediado por el almacén fonológico, que es uno de los dos componentes del bucle fonológico. Los niños en edad preescolar no utilizan una estrategia de ensayo subvocal para mantener representaciones fonológicas en decadencia en la tienda, sino que identifican características visuales de las imágenes para recordarlas. Esto es evidente, en primer lugar, al observar a los niños en busca de signos evidentes de ensayo (por ejemplo, movimiento de los labios) y, en segundo lugar, si al niño se le dan imágenes con nombres, no se encuentran diferencias en la recuperación de palabras largas versus cortas. A la edad de siete años, los niños comienzan a utilizar un proceso de ensayo subvocal para maximizar la retención en el almacén fonológico. A medida que avanza el desarrollo, el material de la memoria no auditiva se recodifica en un código fonológico adecuado para el bucle fonológico cuando sea posible. 

### Bloc de dibujo visoespacial
Los niños más pequeños (menores de 5 años) pueden ser más dependientes que los niños mayores o los adultos en el uso del bloc de dibujo visoespacial para apoyar la memoria inmediata del material visual. Los niños mayores adoptan una estrategia de recodificación verbal de imágenes cuando es posible y también utilizan el bucle fonológico para mediar en la realización de la tarea de memoria "visual". Entre los 5 y los 11 años, la capacidad de la memoria visual aumenta sustancialmente y es en este momento cuando se alcanzan los niveles de rendimiento de un adulto.   

### Buffer episódico
El buffer episódico es algo que se añadió al modelo de trabajo de Baddeley en la memoria en el año 2000.  Se cree que actúa como conector de diversas fuentes dentro del proceso de memoria. El buffer episódico es un concepto en desarrollo que se está investigando y perfeccionando.
En su artículo inicial, Baddeley detalló lo que él cree que es el funcionamiento biológico, la ubicación y el propósito del amortiguador episódico.  El propósito del buffer episódico es servir como puente entre la memoria de trabajo y la memoria a largo plazo, específicamente la memoria episódica. Se cree que su capacidad de almacenamiento es más temporal, pero aun así ayuda a formar nueva información y memoria duradera. Dado que combina varios elementos de memoria, en teoría se podría decir que es un sistema distribuido.  Los límites de su capacidad de almacenamiento aún no se han determinado. Otras cuestiones incluyen identificar las diferencias entre el buffer episódico y la memoria episódica, así como mostrar cuán importante y esencial es el buffer episódico para el modelo de funcionamiento de la memoria.

## Memoria a largo plazo
La memoria a largo plazo, también conocida como memoria episódica y semántica, tiene la capacidad de almacenar información valiosa durante un período de tiempo prolongado.  Según Longe (2016), el almacenamiento de la memoria a largo plazo podría realizarse en intervalos de minutos a lo largo de toda la vida, lo que significa que una actividad o evento al que se haya asistido puede recordarse después de unos minutos o almacenarse durante mucho tiempo.  La memoria a largo plazo utiliza un factor distintivo importante conocido como significado que puede ayudar a un individuo a aprender; Se utiliza como forma de codificación y se considera el método principal para desarrollar la memoria a largo plazo.  Una vez que se comprende y aplica el significado a la información, puede afectar lo que uno recuerda. 
La memoria explícita mejora mucho a lo largo de los años de desarrollo. Sin embargo, existen pequeños efectos de la edad en la memoria implícita, lo que podría deberse a que la memoria implícita implica procesos más básicos que la memoria declarativa, lo que la haría menos afectada por el desarrollo de habilidades y habilidades cognitivas de un niño. 

### Bebés
Un hallazgo sorprendente fue que dentro del mismo grupo de edad de 2 a 3 meses, los bebés también podían recordar un evento o recuerdo que se había olvidado con el paso de los años.  El infante experimentó este recuerdo por cierto factor que pudo haber desencadenado ese recuerdo olvidado.  Estos impresionantes hallazgos se encontraron al probar las patadas de los bebés. Los investigadores colocaron un móvil sobre la cuna del bebé y una cinta que conecta la pierna del bebé al móvil.  Los bebés demostraron a los investigadores que estaban aprendiendo la conexión entre sus patadas y el movimiento del móvil.  Una vez pasado el tiempo asignado, la pierna del infante fue unida nuevamente al móvil.  Se formaron dos tipos de ideas; Suponer que el niño pudiera comenzar a patear enérgicamente llevaría a suponer que el bebé recordaba la conexión entre el movimiento del móvil y las patadas del niño. Ahora bien, si las patadas cautelosas del bebé se vuelven más enérgicas, eso presumiría que está reaprendiendo la conexión, lo que sugeriría que ha olvidado la conexión realizada. 
El estudio también indicó que el bebé podía recordar la conexión hasta por 14 días.  Sin embargo, una vez transcurrido cierto tiempo, la pierna del bebé se vuelve a conectar al movimiento del móvil con una cinta para comprobar que el bebé recuerda qué hacer.  El bebé no recordaba qué hacer y se les presentó cierto factor que le ayudaría a recordar.  Según Robert y Saweikis (2004), si el experimentador mueve el móvil mostrándole los movimientos al bebé, tan pronto como el bebé se vuelva a conectar al móvil con una cinta, el bebé comenzará a patear enérgicamente.  La conclusión fue que el bebé efectivamente podía recordar un recuerdo, aunque hubiera pasado el tiempo. 
Los bebés de 5 meses o más pueden utilizar las emociones para influir en sus recuerdos. Sin embargo, a esta edad, es más probable que los bebés recuerden cosas que se caracterizaban por emociones positivas. Numerosos mecanismos que se utilizan para estudiar e inferir la memoria en los niños no se pueden utilizar en los bebés debido al proceso en el que se recupera el estudio, que incluye la escritura o el habla.  La forma en que los investigadores estudian las capacidades de memoria de los bebés en este rango de edad es midiendo los movimientos oculares entre las imágenes de prueba presentadas. Después de realizar esta ronda inicial de pruebas, los investigadores realizarían pruebas de seguimiento 5 minutos después y un día después. Las pruebas de seguimiento mostradas a los bebés incluyeron dos formas geométricas: una de la prueba original y una nueva forma. Los investigadores pudieron registrar cuánto tiempo los bebés miraban las imágenes en las pruebas de seguimiento y midieron cuánto tiempo miraban fijamente cada forma. Los bebés eran más propensos a mirar las formas geométricas de las pruebas originales si se les había emparejado con voces positivas que si se les habían emparejado con voces neutras o negativas. Este estudio indicó que los bebés de esta edad serían capaces de recordar mejor las formas y patrones de las cosas si estuvieran asociados con emociones positivas porque la positividad aumentaría el interés y la atención de los bebés.  

### Niños de preescolar
Los bebés de tan solo 7 meses pueden diferenciar conceptualmente entre categorías como animales y vehículos. Aunque los conceptos de los bebés pueden ser toscos según los estándares de los adultos, todavía les permiten hacer distinciones semánticas significativas. Un ejemplo es que los bebés pueden diferenciar entre elementos pertenecientes a la cocina y elementos pertenecientes al baño.  Como mínimo, estas categorías sientan las bases para el desarrollo temprano del conocimiento, organizan la información almacenada e influyen en la codificación futura. Los bebés a partir de los 16 meses pueden aprovechar su conocimiento semántico en generalizaciones e inferencias. Este conocimiento también puede ser utilizado por niños mayores, de 24 meses, para facilitar la adquisición y retención de nueva información. Su conocimiento del orden causal de los acontecimientos puede utilizarse para ayudar a recordar la secuencia de los acontecimientos.  Los bebés tienen la capacidad de recordar experiencias después de un tiempo o demostrar que tienen un proceso cognitivo en formación.  
Los niños en edad preescolar pueden ser muy imprecisos al recordar palabras o números que acaban de aprender.   Los niños son más capaces de recordar información, lo que según Henry (2011) los niños pueden "predecir" el rendimiento de la memoria si tienen una experiencia en línea con una tarea.  Lo que llevó a esta conclusión fue que a los niños se les dio una grabadora con 10 palabras y se les pidió que pararan la grabadora una vez que pensaran que podían recordar todas las palabras mencionadas.  Según el estudio, el 17% de los niños predijo que conocía las 10 palabras mencionadas. 
El conocimiento en sí no alterará el desempeño de la retención, sino que tan bien estructurado ese conocimiento alterará el desempeño. Se demostró una mejor retención con información que tenía mayor cohesión y elementos más elaborados. La familiaridad y la repetición de una experiencia también pueden influir en la organización de la información almacenada para niños en edad preescolar y mayores.  Los niños que experimentaron un evento dos veces lo recordaron mejor 3 meses después que los niños que solo lo experimentaron una vez y mostraron un recuerdo igualmente bueno a los 3 meses en comparación con el recuerdo a las 2 semanas después de las experiencias. 

### Niños en edad escolar
Las diferencias de edad en la memoria se atribuyen al crecimiento correlacionado con la edad en la base del conocimiento. Lo que los niños saben afecta lo que codifican, cómo se organiza esa información en el almacenamiento y la manera en que se recupera. Cuanto mayor sea el conocimiento previo sobre la información que se va a codificar, mejor se recordará la información.  Debido a que los niños mayores tienen más conocimientos que los más pequeños, los niños mayores se desempeñan mejor que los más pequeños en la mayoría de las tareas de memoria. Cuando se equipararon la familiaridad y el significado del material según la edad, las diferencias de desarrollo en el rendimiento de la memoria ya no fueron un factor. 
El uso de estrategias de memoria por parte de los niños y el desarrollo de habilidades de metamemoria también son fundamentales en los cambios en la memoria relacionados con la edad, particularmente en los años posteriores de la niñez.  El conocimiento influye en la memoria al afectar la recuperación, al facilitar la propagación de la activación entre elementos relacionados en la memoria y al facilitar el uso de estrategias. El conocimiento también proporciona una mejor elaboración de la información que puede fortalecer su almacenamiento en la memoria. 

### Adultos
La memoria tiende a empezar a desvanecerse a medida que se entra y se pasa por la edad adulta. Ane-Victoria Idland et al.,  investigaron los factores biológicos que comienzan a formarse en la vejez de una persona y examinaron marcadores biológicos que podrían ayudar a explicar la disminución de la memoria. Se centraron en el beta amiloide 1–42 (Aβ42), la tau fosforilada (P-tau), la tau total, la proteína 1 similar a la quitinasa-3 (YKL-40), la proteína 3 de unión a ácidos grasos (FABP3) y el neurofilamento ligero (NFL). ),  y sus hallazgos sugieren que la tauopatía y la FABP3 tendieron a estar asociadas con el mayor deterioro de la memoria. A medida que las personas envejecen, el hipocampo parece comenzar a perder su capacidad de establecer conexiones con los acontecimientos de la vida y la memoria. 

## Memoria episódica
En la edad escolar, el niño típico muestra habilidad para recordar detalles de experiencias pasadas y organizar esos detalles en una forma narrativa con cohesión . Los recuerdos formados a esta edad y más allá tienen más probabilidades de resistir el paso del tiempo y ser recordados en la edad adulta, en comparación con los recuerdos anteriores. Los niños pequeños a veces pueden retener información de episodios específicos durante períodos de tiempo muy largos, pero la información particular que un niño de una edad determinada probablemente retenga durante diferentes períodos de tiempo es impredecible. Esto depende de la naturaleza del evento de memoria y de las diferencias individuales del niño, como el género, el estilo de comunicación de los padres y la capacidad lingüística. 
Uno de los aspectos más importantes de la memoria episódica según Tulving (1985, 1999) es el elemento que tiene el individuo para viajar cognitivamente tanto al pasado como al futuro.  Un pensamiento estudiado, pero aún especulativo sobre la memoria episódica en los niños es la falta y anticipación de la memoria episódica.  Esto sugiere que los niños son más susceptibles y exitosos en recordar ciertos eventos (por ejemplo, qué vas a almorzar, con qué jugarás en el parque, etc.), no porque hayan viajado tanto en el pasado como en el futuro, sino que Los padres son quienes generalmente organizan la jornada, es decir, son ellos quienes tienen el control sobre el futuro de sus hijos. 
Como ocurre con todas las formas de memoria, se sabe que la memoria episódica también disminuye con la edad. Sin embargo, también se puede decir que factores biológicos como el sexo también afectan cómo se desarrolla y degrada la memoria episódica. En un estudio realizado por Lundervold et al.,  decidieron investigar las posibles razones detrás de esto. Sus hallazgos a través de varios estudios longitudinales y transversales encontraron que, como se mencionó, la memoria episódica disminuye con la edad. En cuanto al sexo, encontraron que las mujeres tienden a tener una tasa de disminución de la Memoria Episódica ligeramente menor que los hombres, -0,12 frente a -0,14 unidades. Sin embargo, el estudio no analizó otras variables, como el estatus socioeconómico, en cuanto a cómo esto podría afectar las tasas de disminución en edad y sexo.

## Memoria autobiográfica
La cantidad de información que se puede recordar depende de la edad del niño en el momento del evento. Los niños de entre 1 y 2 años pueden recordar acontecimientos personales, aunque sólo en fragmentos, cuando se les pregunta varios meses después. Los niños de dos años forman recuerdos autobiográficos y los recuerdan durante períodos de al menos varios meses. 
La dificultad para evaluar la memoria en niños pequeños puede atribuirse a su nivel de habilidades lingüísticas; Esto se debe a que las pruebas de memoria suelen realizarse en forma de informe verbal. No está claro si el rendimiento en las evaluaciones de memoria se debe a una mala memoria del evento o a la incapacidad de expresar con palabras lo que recuerdan. Sin embargo, las pruebas de memoria que evaluaron el desempeño con una prueba de reconocimiento de fotografías no verbales y una recreación de comportamiento mostraron que los niños tenían signos de recuerdo a partir de los 27 meses, a diferencia de los 33 meses que utilizaron las pruebas de recuerdo verbal. 
El desarrollo de la memoria autobiográfica está relacionado con el estado emocional tanto de niños como de adultos. Rollins et al.  demostraron que las experiencias particularmente malas tendían a degradarse, a olvidarse y estaban más relacionadas con dificultades para recordar que con recuerdos positivos.

### Amnesia infantil
La amnesia infantil es un fenómeno que se extiende entre los 3 y los 8 años de edad.  Este fenómeno ocurre cuando un niño ha olvidado recuerdos y no puede recordarlos.  Por ejemplo, cuando un determinado evento parece olvidado, puede estar accesible en el almacenamiento de la mente con un límite de tiempo que depende de otros factores, durante un período de meses o tal vez un año.  En la amnesia no es fácilmente accesible. 
La amnesia infantil es la tendencia a tener pocos recuerdos autobiográficos desde menores de 2 a 4 años. Esto puede atribuirse a la falta de ensayo de la memoria, ya que los niños pequeños no practican el ensayo de la información recordada. Hay dos explicaciones teóricas de por qué esto puede ocurrir; aunque adoptan enfoques diferentes, no se excluyen mutuamente.  Algunos también creen que el desarrollo de un yo cognitivo tiene un efecto en la codificación y el almacenamiento de los recuerdos tempranos.   

#### Yo cognitivo
Los recuerdos autobiográficos sólo pueden comenzar a formarse después de que los bebés hayan desarrollado un sentido de sí mismos para quienes pueden ocurrir eventos que tienen significado personal.  La evidencia de un sentido de identidad se desarrolla hacia el final del segundo año de vida, entre los 21 y los 24 meses de edad. El desarrollo de un yo cognitivo proporciona un nuevo marco a partir del cual se pueden organizar los recuerdos. Con este avance cognitivo, vemos el surgimiento de la memoria autobiográfica y el fin de la amnesia infantil. 

#### Influencias socioculturales
El lenguaje y la cultura desempeñan papeles centrales en el desarrollo temprano de la memoria autobiográfica. La manera en que los padres discuten el pasado con sus hijos y cuán elaborados son al recordar el pasado afecta la forma en que el niño codifica el recuerdo. A los niños cuyos padres les hablan en detalle sobre el pasado se les brindan buenas oportunidades para ensayar sus recuerdos. El uso del lenguaje por parte de los padres en el momento en que ocurrió el evento también puede influir en cómo el niño recuerda el episodio. Las diferencias culturales en los estilos de crianza y las relaciones entre padres e hijos pueden contribuir a la memoria autobiográfica a una edad temprana.  Las relaciones entre padres e hijos también se consideran algo que causa problemas de memoria en los adultos. 

## Estrategias de memoria
Las estrategias de memoria son formas en que los individuos pueden organizar la información que están procesando para mejorar el recuerdo en el futuro. Las estrategias de memoria que son útiles pueden incluir, entre otras, ensayos verbales o mnemónicos. El uso de estrategias de memoria varía tanto en los tipos de estrategias utilizadas como en la efectividad de las estrategias utilizadas en los diferentes grupos de edad. 

### Metamemoria
A medida que los niños crecen, muestran evidencia cada vez mayor de metamemoria, que es el conocimiento sobre su memoria y cómo funciona.  Existe evidencia sólida que sugiere que una mayor conciencia y conocimiento sobre la propia memoria conduce a un mayor uso de estrategias de memoria y mayores niveles de recuerdo. 
En niños menores de 7 años, la relación entre metamemoria, uso de estrategias y recuerdo es generalmente muy débil o ausente. Esto se puede ver al comparar niños mayores (mayores de 7 años) y niños en edad preescolar en tareas de clasificación en las que se les pide que clasifiquen objetos en grupos que vayan juntos (por ejemplo, animales) e intenten recordarlos.  
A medida que los adultos envejecen, tienden a perder la capacidad de recordar. En un estudio de Guerrero Sastoque et al., descubrieron que esto podría ser el resultado de cambios en los tipos de estrategias de memoria utilizadas para compensar su capacidad de recordar más lenta. 

#### Niños de preescolar
Los niños en edad preescolar utilizan tácticas sencillas para recordar, pero no utilizan estrategias mentales y normalmente no diferencian memoria y percepción. Para recordar objetos, tienden a nombrarlos verbalmente o inspeccionarlos visualmente y usan estrategias de memoria de manera intermitente o inconsistente incluso si son conscientes de cómo pueden mejorar el recuerdo.  Los niños utilizan las estrategias de memoria de manera más consistente si se les recuerda y se les enseña a usarlas cada vez que procesan algo que deben recordar. 

#### A los 7 años
A partir de los 7 años, generalmente surge la conciencia de los beneficios de las estrategias de memoria en el aprendizaje. El objetivo es que los niños reconozcan la ventaja de utilizar estrategias de memoria como categorizar en lugar de simplemente mirar o nombrar.  
A esta edad, los niños utilizan espontáneamente el ensayo para mejorar el rendimiento de la memoria a corto plazo y las estrategias de recuperación comienzan a utilizarse espontáneamente sin la guía de otros. 
Los niños en edad primaria tienen una mejora significativa en su capacidad para retener información.  Los niños empiezan a comprender eso para no olvidar lo que han aprendido. Es fundamental crear una conexión que les ayude a recordar la próxima vez.  Una vez que se ha aprendido esta habilidad o ha habido una progresión significativa, los niños de esta edad recuerdan cada vez mejor las cosas que deben hacer en el futuro (por ejemplo, tirar la basura, cerrar la puerta del baño o hacer la tarea).  Los niños en esta etapa de su vida suelen tener episodios de cambio de atención en los que permiten que parte de la memoria que estaba expirando se active nuevamente, no permitiéndoles olvidar.  Una vez que ascienden al 3er grado, los niños generalmente van categorizando y a cambio ayudan a la memoria. 

#### Escuela primaria tardía
Al final de la escuela primaria, los niños participan en un uso autodirigido de la organización y demuestran la capacidad de imponer una estructura semántica a los elementos que deben recordar para guiar el desempeño de la memoria. Por ejemplo, si un niño está empacando su bolso para la escuela, puede repasar cada parte de su día y pensar en cada artículo que necesita empacar.  Los niños de esta edad comprenden las ventajas de utilizar estrategias de memoria y utilizan estrategias como la categorización, pasar por alto o nombrar si se les indica que piensen en estrategias de aprendizaje antes de aprender. 
Una estrategia metacognitiva sólida para un estudiante sería practicar habilidades de pensamiento reflexivo y crítico.  Por ejemplo, cuando se le pide a un niño que memorice una canción o un poema que el maestro cantará o leerá en voz alta,  esencialmente comprender el significado de ciertas palabras y formar una conexión es lo que genera la mente del estudiante.  Una vez que el alumno esté practicando, podrá abordar la canción o poema con mayor comprensión, reflexión y resolución de problemas. 

#### Adolescencia temprana
En la adolescencia temprana, los niños comienzan a utilizar ensayos elaborativos, lo que significa que los elementos no se mantienen simplemente en la mente, sino que se procesan más profundamente. También prefieren utilizar estrategias de memoria como la categorización en lugar de un simple ensayo, mirar o nombrar y utilizar estas estrategias sin necesidad de pensar en estrategias de memoria antes de aprender. 
En consecuencia, es crucial reconocer que el cerebro de un niño experimenta constantemente un desarrollo a partir de la adaptación a la vida.  Los niños necesitan un entorno que fortalezca y fomente el desarrollo cognitivo desde el principio.  Sin embargo, en proporción también a la literatura, la mente de un niño es un mecanismo notable que si al niño no se le ha brindado adecuadamente el cuidado y la estimulación óptimos para el desarrollo del cerebro.  Un niño puede revertir el daño sufrido en sus primeros años de vida y tener la oportunidad de desarrollarse. 